# Realms of Arkania: Blade of Destiny
Realms of Arkania: Blade of Destiny is een RPG videospel dat oorspronkelijk in het Duits uitkwam in 1992. In 1993 volgde een Engelstalige versie. Het spel is gebaseerd op het rollengezelschapsspel Het Oog des Meesters en is het eerste computerspel uit die franchise. Binnen de computerspellen behoort het spel tot de subreeks Realms of Arkania.

## Spelbesturing
Realms of Arkania: Blade of Destiny is een klassiek 3D RPG-computerspel waar de speler tot 6 personages kan selecteren. Het spelvlak is opgebouwd uit 3D gerenderde steden en kerkers. Omwille van destijds technische beperkingen toont het spel slechts een gedeelte van het speelvlak. Om te reizen naar een andere locatie, dient de speler gebruik te maken van een 2D-landkaart. Gevechten worden getoond in een isometrisch perspectief.

## Verhaal
Een ork-leider heeft alle ork-stammen opgeroepen om samen het land van de mensen aan te vallen. De speler wordt ingehuurd door Hetman Tronde Torbensson, leider van de Thorwalians, om het zwaard Grimring te zoeken dat verloren is geraakt nadat zijn vorige drager, Hetman Hyggelik the Great, stierf.  De speler moet stukken van een schatkaart zoeken die leiden naar de vindplaats. Zodra gevonden, moet de speler het orkleger verslaan. De speler heeft in totaal twee in-game jaren tijd om zijn opdracht uit te voeren.

## Ontvangst
| Beoordeeld door                | Jaar | Platform | Score |
| ------------------------------ | ---- | -------- | ----- |
| ASM (Aktueller Software Markt) | 1992 | DOS      | 92%   |
| Amiga Format                   | 1993 | Amiga    | 91%   |
| PC Joker                       | 1992 | DOS      | 90%   |
| CU Amiga                       | 1993 | Amiga    | 86%   |
| Power Play                     | 1992 | DOS      | 78%   |
| Power Unlimited                | 1993 | DOS      | 70%   |
| Datormagazin                   | 1993 | Amiga    | 69%   |
| Amiga Power                    | 1993 | Amiga    | 67%   |
| GameStar (Duitsland)           | 2013 | Windows  | 49%   |
| PC Player (Duitsland)          | 1994 | DOS      | 48%   |
| Games Master                   | 1993 | Amiga    | 32%   |
| Chip Power Play                | 2013 | Windows  | 30%   |
| Gry OnLine                     | 2013 | Windows  | 25%   |
| Game Watcher                   | 2013 | Windows  | 20%   |
| PC Games (Duitsland)           | 2013 | Windows  | 6%    |
| Gameblog.fr                    | 2013 | Windows  | 0%    |

## Remake
- In 2013 kreeg het spel een remake die werd uitgebracht op Linux, Macintosh en Windows, maar het spel kreeg omwille van de talloze bugs slechte kritiek zodat het ontwikkelteam zich genoodzaakt vond om een verontschuldingsbrief te publiceren.[1]